# Domenico Jorio
Domenico Jorio, né le 7 octobre 1867 à Villa Santo Stefano dans le  Latium,  Italie, et mort le 21 octobre 1954 à Rome, est un cardinal italien de l'Église catholique romaine. 

## Biographie
Domineco Jorio fait un travail pastoral dans le diocèse de Rome et exerce des fonctions au sein de la Curie romaine, notamment à la daterie apostolique et à la Congrégation pour la discipline des sacrements.
Le pape Pie XI le créé cardinal lors du consistoire du 18 décembre 1935. Le cardinal Jorio est préfet de la Congrégation pour la discipline des sacrements. Il  participe au conclave de 1939, lors duquel Pie XII est élu.